# Canone muratoriano

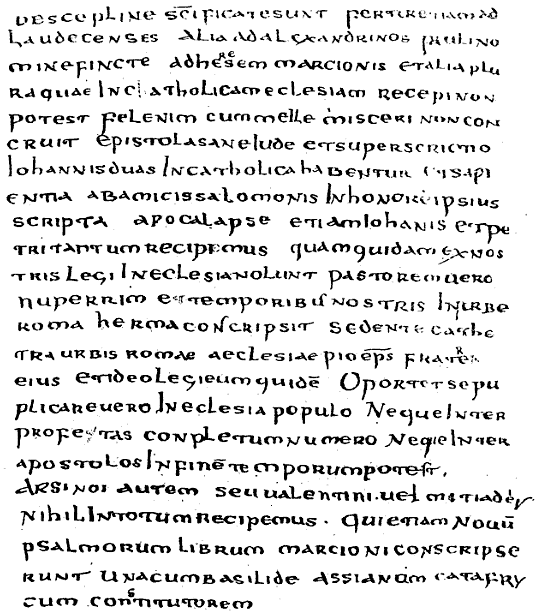
Ultima pagina del Canone muratoriano come pubblicato da Tregelles

Il Canone muratoriano, noto anche come Frammento muratoriano, è un'antica lista conosciuta dei libri del Nuovo Testamento, confrontabile con la lista damasiana del Concilio di Roma (382).
Fu scoperto in un manoscritto dell'VIII secolo, scritto probabilmente a Bobbio e appartenente alla Biblioteca Ambrosiana, da Ludovico Antonio Muratori e fu pubblicato nel 1740. Successivamente, nel 1897, furono trovati quattro frammenti del Canone in quattro manoscritti dell'abbazia di Montecassino, datati all'XI e al XII secolo.

## Origine e datazione
Il frammento è lacunoso e mancano sia l'inizio che la fine del testo. Si tratta di un manoscritto di cui alcuni elementi, in primis il fatto che l'autore si riferisca al pontificato di papa Pio I (142 - 157) come ad un evento recente, permettono di affermare che si tratti della traduzione dal greco di un originale datato circa al 170. Recenti studi che proponevano una datazione più tardiva hanno trovato scarsa accoglienza fra gli studiosi.
Il frammento raccoglie tutte le opere che erano accettate come testi canonici dalle Chiese note al suo anonimo redattore.

## Struttura del canone
Il canone è scritto in 85 righe: le prime 33 riguardano i vangeli; la parte iniziale manca e la parte che ci è arrivata inizia con una frase a metà che doveva riguardare Marco, poi analizza il Vangelo di Luca e in seguito narra una leggenda sul Vangelo di Giovanni che intende spiegare perché Giovanni abbia voluto aggiungere un quarto vangelo ai tre già preesistenti; poi si parla degli Atti degli Apostoli e infine delle Lettere di Paolo. L'autore del Frammento suddivide gli scritti conosciuti in: "opere liturgiche", "opere adatte per la lettura privata" e "scritti assolutamente rifiutati". Il canone è inoltre scritto in un latino barbaro e sgrammaticato, cosa che ha reso difficile la traduzione, tanto che Ludovico Antonio Muratori lo pubblicò nel 1740 come esempio di corruzione della lingua latina nel medioevo.

## Il contenuto del canone
L'autore accetta quattro vangeli, di due dei quali è fatto il nome (Luca e Giovanni); manca il testo relativo ai primi due. L'autore del testo accetta pure gli Atti degli apostoli e tutte le tredici lettere di Paolo, ma non la Lettera agli Ebrei, oggi canonica. Egli ritiene apocrife la Lettera ai Laodicesi e la Lettera agli Alessandrini, attribuite a Paolo, denunciando entrambe come dei falsi ad opera del vescovo eretico Marcione.
Delle altre epistole dette cattoliche l'autore del frammento accetta la lettera di Giuda e due delle lettere che portano il nome di Giovanni, nonché la Sapienza di Salomone, che è ora parte del canone dell'Antico Testamento (per cattolici e ortodossi; per i protestanti e gli Ebrei fa parte dei libri "apocrifi"). Le due lettere attribuite a Giovanni non sono ulteriormente qualificate dall'autore anonimo: non vi è pertanto alcuna indicazione che provengano dalla stessa persona. Nel testo si fa riferimento e si accettano anche l'apocalisse di Giovanni e un'apocalisse di Pietro, che però alcuni non vorrebbero fosse letta in chiesa. Non si sa tuttavia se ci si riferisca all'omonimo testo greco o a quello copto, quest'ultimo di natura gnostica.
Infine, tra le varie opere non canoniche vi è, in quanto per l'autore del testo troppo recente e non risalente all'epoca apostolica, il Pastore di Erma, che il testo dice fratello di papa Pio I.
| Latino originale [1] ...quibus tamen interfuit et ita posuit. [2] tertio euangelii librum secundo lucan [3] lucas iste medicus [4] post ascensum xri. [5] cum eo paulus quasi ut iuris studiosum [6] secundum adsumsisset numeni suo ex opinione concripset [7] dnm tamen nec ipse d uidit in carne [8] et ide prout asequi potuit. [9] ita et ad natiuitate iohannis incipet dicere, [10] quarti euangeliorum iohannis ex decipolis [11] cohortantibus condescipulis et eps suis dixit [12] conieiunate mihi. odie triduo [13] et quid cuique fuerit reuelatum alterutrum nobis ennarremus [14] eadem nocte reuelatum andreae ex apostolis ut recogniscentibus cuntis iohannis suo nomine cuncta discriberet [15] et ideo licit uaria sinculis euangeliorum libris principia doceantur [16] nihil tamen differt credentium fidei [17] cum uno ac principali spu declarate sint in omnibus omnia [18] de natiuitate de passione de resurrectione de conuersatione cum decipulis suis [19] ac de gemino eius aduentu primo in humilitate dispectus quod fotu secundum potestate regali preclarum quod foturum est. [20] quid ergo mirum si iohannes tam constanter sincula etia in epistulis suis proferam dicens in semeipsu [21] quae uidimus oculis nostris et auribus audiuimus et manus nostrae palpauerunt haec scripsimus uobis [22] sic enim non solum uisurem sed & auditorem sed & scriptore omnium mirabiliu dni per ordinem profetetur [23] acta aute omniu apostolorum sub uno libro scribta sunt [24] lucas obtime theofile comprindit quia sub praesentia eius singula gerebantur [25] sicute et semote passione petri euidenter declarat [26] sed & profectione pauli ab urbe ad spania proficescentis [27] epistulae autem pauli quae a quo loco uel qua ex causa directe sint uolentatibus intellegere ipse declarant [28] primu omnium corintheis scysmae heresis interdicens [29] deinceps b callatis circumcisione [30] romanis aute ornidine scripturarum sed et principium earum osd esse xpm intimans prolexius scripsit [31] de quibus sincolis necesse est ad nobis desputari [32] cum ipse beatus apostolus paulus sequens prodecessuris sui iohannis ordine non nisi nomenati semptae ecclesiis scribat ordine tali [33] a corenthios prima. ad efesius seconda ad philippinses tertia ad colosensis quarta ad calatas quinta ad tensaolenicinsis sexta. ad romanos septima [34] uerum corentheis et thesaolecensibus licet pro correbtione iteretur [35] una tamen per omnem orbem terrae ecclesia deffusa esse denoscitur [36] et iohannis eni in apocalebsy licet septe eccleseis scribat tamen omnibus dicit [37] ueru ad filemonem una et at titu una et ad tymotheu duas pro affecto et dilectione [38] in honore tamen eclesiae catholice in ordinatione eclesiastice descepline scificate sunt. [39] Fertur etiam ad laudecenses alia ad alexandrinos pauli nomine fincte ad heresem marcionis [40] et alia plura quae in chatholicam eclesiam recepi non potest fel enim cum melle misceri non concruit [41] epistola sane iude et superscrictio iohannis duas in catholica habentur [42] et sapientia ab amicis salomonis in honore ipsius scripta [43] apocalapse etiam iohanis et petri tantum recipimus quam quidam ex nostris legi in eclesia nolunt [44] pastorem uero nuperrim ettemporibus nostris in urbe roma herma conscripsit sedente cathetra urbis romae aeclesiae pio eps fratrer eius [45] et ideo legi eum quide oportet se puplicare uero in eclesia populo [46] neque inter profetas conpletum numero [47] neque inter apostolos in fine temporum potest. [48] arsinoi autem seu ualentini. uel mitiadis nihil in totum recipemus. [49] qui etiam nouu psalmorum librum marcioni conscripserunt una cum basilide assianom catafry cum constitutorem... | Latino corretto [1] quibus tamen interfuit et ita posuit. [2] tertium euangelii librum secundum Lucam. [3] Lucas iste medicus [4] post ascensum Christi [5] cum eum Paulus quasi itineris sui socium [6] secum adsumpsisset nomine suo ex opinione conscripsit — [7] Dominum tamen nec ipse uidit in carne — [8] et idem prout assequi potuit: [9] ita et a nativitate Iohannis incepit dicere. [10] quarti euangeliorum Iohannis ex discipulis. [11] cohortantibus condiscipulis et episcopis suis dixit [12] Conieiunate mihi hodie triduum, [13] et quid cuique fuerit reuelatum alteratrum nobis enarremus. [14] eadem nocte reuelatum Andreae ex apostolis, ut recognoscentibus cunctis, Iohannes suo nomine cuncta describeret. [15] et ideo licet varia singulis euangeliorum libris principia doceantur [16] nihil tamen differt credentium fidei, [17] cum uno ac principali spiritu declarata sint in omnibus omnia [18] de natiuitate, de passione, de resurrectione, de conuersatione cum discipulis suis, [19] et de gemino eius aduentu, primum in humilitate despectus, quod fuit, secundum potestate regali praeclarum, quod futurum est. [20] quid ergo mirum, si Iohannes tam constanter singula etiam in epistolis suis proferat dicens in semetipso [21] Quae uidimus oculis nostris, et auribus audiuimus, et manus nostrae palpauerunt, haec scripsimus uobis? [22] Sic enim non solum uisorem, sed et auditorem, sed et scriptorem omnium mirabilium Domini per ordinem profitetur. [23] Acta autem omnium apostolorum sub uno libro scripta sunt. [24] Lucas "optimo Theophilo" comprehendit, quae sub praesentia eius singula gerebantur, [25] sicut et remote passionem Petri evidenter declarat, [26] sed et profectionem Pauli ab urbe ad Spaniam proficiscentis. [27] Epistolae autem Pauli, quae, a quo loco, uel qua ex causa directae sint, uolentibus intelligere ipsae declarant. [28] primum omnium Corinthiis schisma haeresis interdicens, [29] deinceps Galatis circumcisionem, [30] Romanis autem ordine scripturarum, sed et principium earum esse Christum intimans, prolixius scripsit; [31] de quibus singulis necesse est a nobis disputari; [32] cum ipse beatus Apostolus Paulus sequens prodecessoris sui Iohannis ordinem, nonnisi nominatim septem ecclesiis scribat ordine tali: [33] ad Corinthios prima, ad Ephesios secunda, ad Philippenses tertia, ad Colossenses quarta, ad Galatas quinta, ad Thessalonicensibus sexta, ad Romanos septima. [34] uerum Corinthiis, et Thessalonicensibus licet pro correptione iteretur, [35] una tamen per omnem orbem terrae ecclesia diffusa esse denoscitur. [36] et Iohannes enim in Apocalypsi licet septem ecclesiis scribat, tamen omnibus dicit. [37] uerum ad Philemonem unam, et ad Titum unam, et ad Timotheum duas pro affectu et dilectione; [38] in honore tamen ecclesiae catholicae in ordinatione ecclesiasticae disciplinae sanctificatae sunt. [39] fertur etiam ad Laodicenses, alia ad Alexandrinos, Pauli nomine fictae ad haeresem Marcionis, [40] et alia plura, quae in catholicam ecclesiam recipi non potest; fel enim cum melle misceri non congruit. [41] Epistola san Iudae, et superscriptio Iohannis duas in catholica habentur; [42] et Sapientia ab amicis Salomonis in honorem ipsius scripta. [43] apocalypses etiam Iohannis, et Petri, tantum recipimus, quam quidam ex nostris legi in ecclesia nolunt. [44] Pastorem uero nuperrime temporibus nostris in Urbe Roma Hermas conscripsit, sedente cathedra Urbis Romae ecclesiae Pio Episcopo fratre eius; [45] et ideo legi eum quidem oportet, se publicare uero in ecclesia populo, [46] neque inter Prophetas, completum numero, [47] neque inter apostolos, in finem temporum potest. [48] Arsinoi autem, seu Ualentini, uel Mitiadis nihil in totum recipimus. [49] qui etiam nouum Psalmorum librum Marcioni concripserunt una cum Basilide Assianum Catafrygum constitutorem... |